# Poušť Namib – boj o přežití
Poušť Namib – boj o přežití (Namibia) je německý dokumentární film z roku 2009. Má celkem dva díly po 45 minutách. Thomas Behrend a Birgit Peters se zde vydávají do Namibské pouště. Zkoumají zvířata, která zde žijí, a setkávají se s různými dalšími odborníky na zdejší přírodu, jako je například Philip Stander.

## Přehled dílů
- 1. V údolí pouštních lvů
- 2. V údolí slonů